# مایکل وستفال
 مایکل وستفال (انگلیسی: Michael Westphal؛ زاده ۱۹ فوریهٔ ۱۹۶۵ درگذشته ۲۲ ژوئن ۱۹۹۱) یک تنیس‌باز اهل آلمان غربی بود. 